# خايمي لوسنشي
خايمي لوسنشي (بالإسبانية: Jaime Lusinchi) (و. 1924 – 2014 م) هو طبيب من فنزويلا . ولد في فنزويلا . تولى منصب رئيس فنزويلا (2 فبراير 1984–2 فبراير 1989) .
توفي في كراكاس .

## التعليم
تعلم في جامعة فنزويلا المركزية.
| المناصب السياسية | المناصب السياسية         | المناصب السياسية         |
| ---------------- | ------------------------ | ------------------------ |
| سبقه             | رئيس فنزويلا 1984 - 1989 | تبعه كارلوس أندريس بيريز |

## روابط خارجية
- خايمي لوسنشي على موقع مونزينجر (الألمانية)